# Rosse treurtiran
De rosse treurtiran (Rhytipterna holerythra) is een zangvogel uit de familie Tyrannidae (tirannen).

## Verspreiding en leefgebied
Deze soort komt voor van Mexico tot Ecuador en telt twee ondersoorten:
- R. h. holerythra: van zuidoostelijk Mexico tot noordelijk Colombia.
- R. h. rosenbergi: westelijk Colombia en noordwestelijk Ecuador.